# San Francesco riceve le stimmate (Pietro Lorenzetti)
San Francesco riceve le stimmate è un affresco di Pietro Lorenzetti, facente parte delle Storie della Passione di Cristo nel transetto sinistro della basilica inferiore di San Francesco ad Assisi. Il ciclo è databile al 1310-1319 circa.

## Descrizione e stile
Come aveva fatto già il Maestro di San Francesco nella navata della basilica inferiore, anche il Lorenzetti instaurò un parallelo tra le storie di Cristo e quelle del Poverello inserendo una sua storia nel ciclo cristologico, il Miracolo delle stimmate, posto accanto alla Cattura di Cristo, sostituendosi alla scena dell'Orazione nell'orto del Getsemani.
Attingendo alla biografia del santo scritta da Bonaventura da Bagnoregio, il Lorenzetti rappresenta il Cristo sulla croce con ali da serafino, dalle cui ferite partono raffi che colpiscono, nei medesimi punti del corpo, Francesco, che si inarca all'indietro quasi travolto dalla forza del prodigio. La forma angelica del Cristo si lega a un parallelismo con un passo del Vangelo di Luca (22, 39-46), dove è scritto che Gesù, prefigurando il suo martirio, sudò sangue e venne consolato da un'apparizione angelica. 
Il compagno di Francesco, fra' Leone, non si accorge del miracolo e resta assorto nella lettura, separato da un burrone:si tratta di una corrispondenza iconografica con gli Apostoli di Gesù che non riescono a seguire il maestro dopo la cattura. 
L'ambientazione è rappresentata dalle rocce della Verna, tra le quali spuntano due ulivi. elementi tipici, presenti ad esempio anche in Giotto, sono il fronte della chiesa a destra, qui trattato come una basilica in stile gotico italiano, il romitorio e il falco pellegrino che domina la scena dall'alto del monte.